# Vochysia

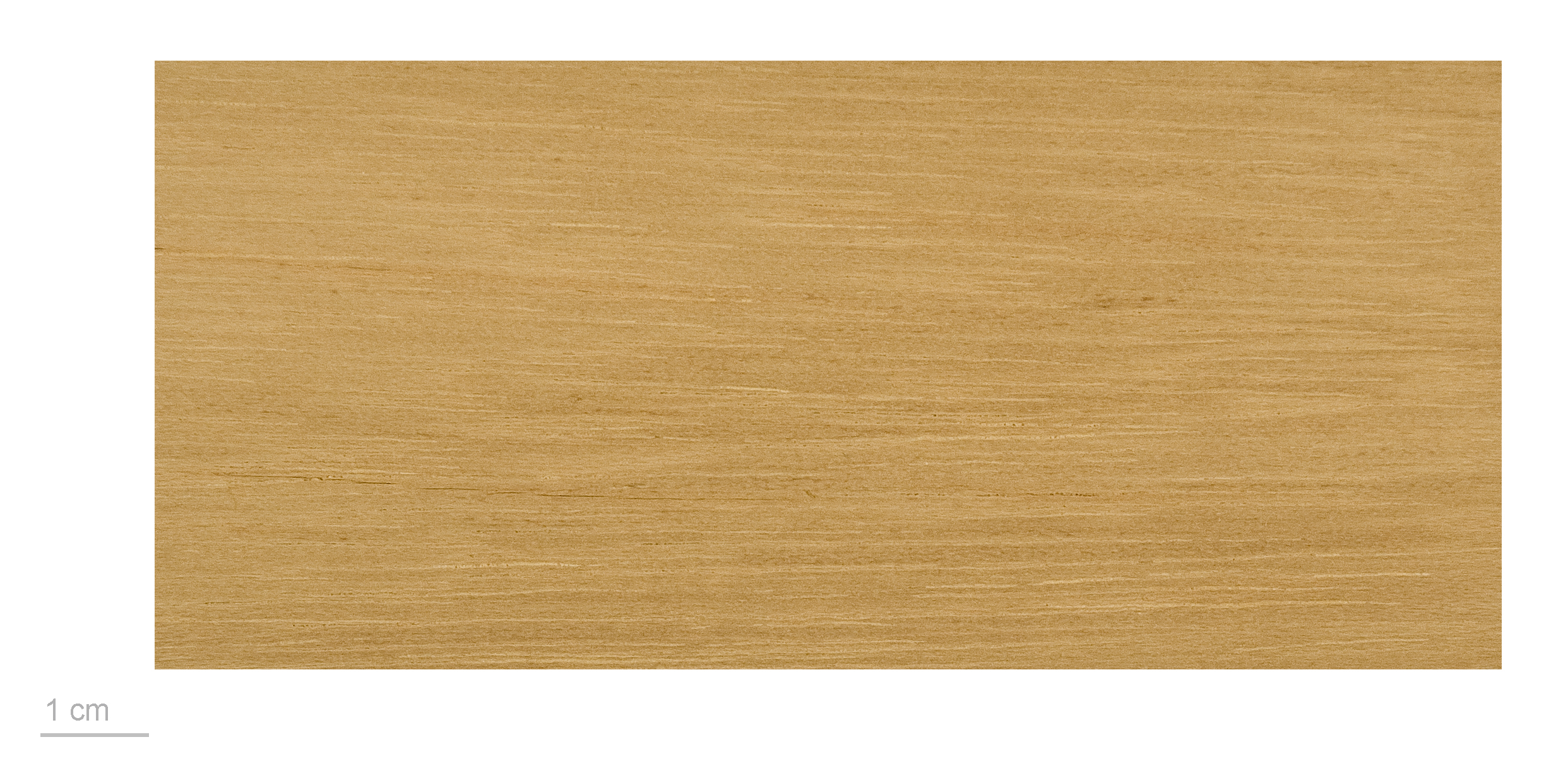
Vochysia tomentosa - MHNT

Vochysia é um género botânico pertencente à família Vochysiaceae.